# Huyện Manikganj
Manikganj là một huyện thuộc division Dhaka, Bangladesh. Huyện này có diện tích 1379 km², dân số năm 2002 là 1274829 người, mật độ dân số là 924 người/km².